# Via d'Entner-Doudoroff

Diagrama de la via Entner-Doudoroff (KDPG: 2-ceto-3-desoxi-6-fosfogluconat)

La via d'Entner-Doudoroff és una via metabòlica en què la glucosa es transforma en piruvat utilitzant un conjunt d'enzims diferents dels utilitzats en la glucòlisi o la via de la pentosa fosfat. La immensa majoria dels bacteris utilitzen la glucòlisi i la via pentosa fosfat, essent aquesta via una via secundària. Aquesta via va ser descrita per primer cop el 1952 per Michael Doudoroff (1911-1975) i Nathan Entner.
Característiques distintives de la ruta Entner-Doudoroff són que:
- És exclusiu d'organismes procariotes.
- Usa 6-fosfogluconat deshidratasa i 2-ceto-3-deoxifosfogluconat aldolasa per crear piruvat a partir de la glucosa.
- Té un rendiment net d'un ATP per cada molècula de glucosa catalitzada, així com 1 NADH i 1 NADPH. Per comparació, la glucòlisi té un rendiment net de 2 ATP i 2 NADH per cada molècula de glucosa catalitzada.

Hi ha alguns bacteris que substitueixen la glucòlisi arquetípica amb per la via d'Entner-Doudoroff. Pot ser degut al fet que no tenen enzims essencials per a la glucòlisi, com la fosfofructoquinasa-1. Aquesta via apareix generalment en Pseudomonas, Rhizobium, Azotobacter, Agrobacterium, i alguns altres gèneres gramnegatius. Molt pocs bacteris grampositius tenen aquesta via, sent Enterococcus faecalis una rara excepció. La majoria dels organismes que utilitzen la via són aerobis, a causa de la baixa producció d'ATP per glucosa.
- Pseudomonas,[4] gènere de bacteris gramnegatius
- Azotobacter,[5] gènere de bacteris gramnegatius
- Rhizobium,[6] gènere de bacteris gramnegatius
- Agrobacterium,[7] gènere de bacteris gramnegatius
- Escherichia coli,[4] espècie gramnegativa
- Enterococcus faecalis,[8] espècie grampositiva
- Zymomonas mobilis,[3] espècie gramnegativa anaeròbica facultativa
- Xanthomonas campestris,[9] espècie gramnegativa que usa aquesta via metabòlica com a via principal per a l'obtenció d'energia.